# Shesar Hiren Rhustavito
Shesar Hiren Rhustavito (* 3. März 1994 in Sukoharjo) ist ein indonesischer Badmintonspieler. 

## Karriere
Shesar Hiren Rhustavito wurde bei der Badminton-Juniorenweltmeisterschaft 2011 Fünfter im Herreneinzel. Im gleichen Jahr wurde er mit seinem Team PB Djarum Dritter in der indonesischen Superliga. Bei den India International 2011 wurde er Dritter im Einzel, bei den Vietnam Open 2012 dagegen nur 17.

## Referenzen
- Profil bei badmintonindonesia.org
- tournamentsoftware.com

| Personendaten    | Personendaten                  |
| ---------------- | ------------------------------ |
| NAME             | Rhustavito, Shesar Hiren       |
| KURZBESCHREIBUNG | indonesischer Badmintonspieler |
| GEBURTSDATUM     | 3. März 1994                   |
| GEBURTSORT       | Sukoharjo                      |